# Mamma (Power Francers)
Mamma è un singolo dei Power Francers, in rotazione nelle radio dal 18 maggio 2012.
Il brano era stato già pubblicato su YouTube da gennaio 2012 per partecipare a Sanremosocial, la categoria riservata ai giovani del Festival di Sanremo 2012. Nella votazione via Facebook il brano si classifica 20º su 40, qualificandosi quindi al Sanremosocial Day, fase in cui però il gruppo non viene scelto tra i sei finalisti.
Il brano, una sorta di inno ai "mammoni", i trentenni che abitano ancora con i genitori, sarà poi usato come sigla dal programma di Italia 1 Mammoni - Chi vuole sposare mio figlio?, in onda da giugno 2012.

## Tracce
Testi di Davide Di Martino, musiche di Riccardo Marchi (aka D-Bag), Marco Savaresi, Davide Di Martino.
1. Mamma – 3:09 – radio edit
2. Mamma – 2:50 – D-Bag & Savva version
3. Mamma – 3:02 – Les Trashick version
4. Mamma – 3:09 – karaoke version
5. Mamma – 3:51 – extended version

Durata totale: 16:01